# Liste der Präsidenten von Mosambik
Präsident von Mosambik (Portugiesisch: Presidente de Moçambique) ist der Titel des Staatsoberhauptes des südostafrikanischen Landes Mosambik. Seit der Unabhängigkeit des Landes 1975 hat es vier Amtsinhaber in acht Amtsperioden gegeben. Nach dem Unfalltod (möglicherweise auch Tod durch Attentat) des ersten Amtsinhabers Samora Machel am 19. Oktober 1986 wurde zudem für mehrere Wochen eine provisorische Regierung eingesetzt, in der das Amt des Präsidenten nicht vergeben und seine Aufgaben aufgeteilt waren. Sämtliche Präsidenten bisher waren Mitglied der Partei Frente de Libertação de Moçambique (FRELIMO).
Seit 1994 werden die Präsidenten Mosambiks durch allgemeine Wahlen bestimmt.

## Liste der Amtsinhaber
| Nr. | Bild | Name (Lebensdaten)             | Gewählt   | Amtszeit         | Amtszeit             | Partei  |
| Nr. | Bild | Name (Lebensdaten)             | Gewählt   | Beginn           | Ende                 | Partei  |
| --- | ---- | ------------------------------ | --------- | ---------------- | -------------------- | ------- |
| 1.  |      | Samora Machel (* 1933; † 1986) | –         | 25. Juni 1975    | 19. Oktober 1986 (†) | FRELIMO |
| –   |      | Provisorische Regierung        | –         | 19. Oktober 1986 | 6. November 1986     | FRELIMO |
| 2.  |      | Joaquim Chissano (* 1939)      | 1994 1999 | 6. November 1986 | 2. Februar 2005      | FRELIMO |
| 3.  |      | Armando Guebuza (* 1943)       | 2004 2009 | 2. Februar 2005  | 15. Januar 2015      | FRELIMO |
| 4.  |      | Filipe Nyusi (* 1959)          | 2014      | 15. Januar 2015  | 15. Januar 2025      | FRELIMO |
| 5.  |      | Daniel Chapo (* 1977)          | 2024      | 15. Januar 2025  | amtierend            | FRELIMO |

Der provisorischen Regierung von 1986 gehörten folgende Mitglieder an: Marcelino dos Santos, Joaquim Alberto Chissano, Alberto Joaquim Chipande, Armando Guebuza, Jorge Rebelo, Mariano de Araújo Matsinhe, Sebastião Marcos Mabote, Jacinto Soares Veloso, Mário Fernandes da Graça Machungo  und José Óscar Monteiro.